# Geistliche Akademie Sofia

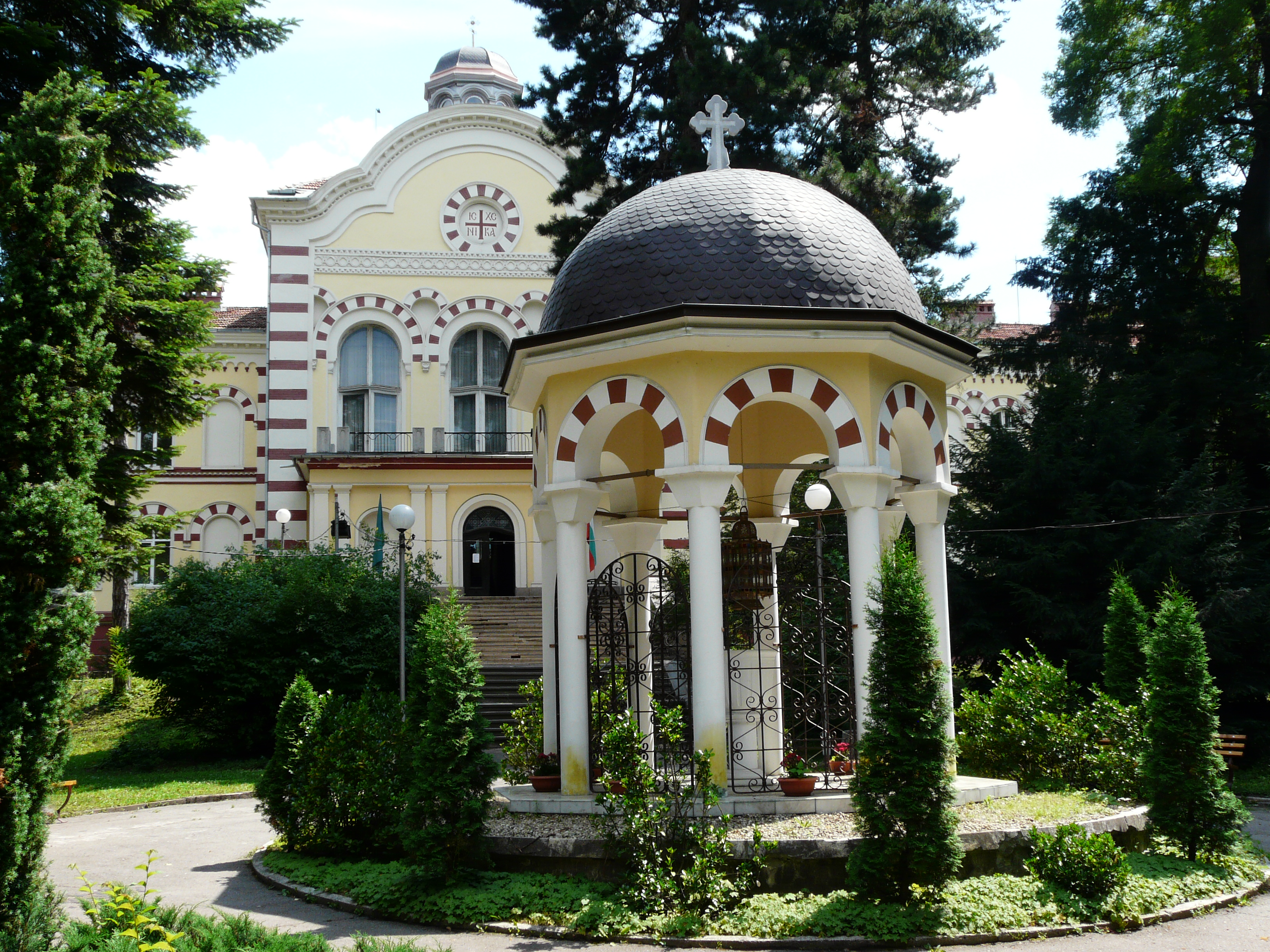
Das Priesterseminar im Zentrum Sofias

Die Geistliche Akademie Iwan Rilski zu Sofia (bulgarisch Софийската духовна семинария "Св. Йоан Рилски") ist die wichtigste Bildungseinrichtung der Bulgarisch-Orthodoxen Kirche. Sie wurde 1874 unter der Samokower Priesterakademie in Samokow, gegründet. Die Akademie ist direkt der Heiligen Synode (das oberste Entscheidungsgremium) unterstellt und trägt den Namen des Heiligen Iwan Rilski.

## Geschichte
Die Akademie wurde 1874 als Nachfolger des Priesterseminars vom Peter und Paul Kloster bei Ljaskowez im Rilastädtchen Samokow gegründet. Zu dieser Zeit befand sich Bulgarien noch unter osmanischer Herrschaft und der Kampf um eine vom Ökumenischen Patriarchats von Konstantinopel unabhängige Kirche erreichte 1870 mit der Errichtung des Bulgarischen Exarchats seinen Höhepunkt.
1878 wurde Bulgarien im Zuge des Russisch-Türkischen Krieges endgültig befreit und Sofia als Hauptstadt gewählt. Die Heilige Synode des Exarchats zog infolgedessen nach Sofia, während der Sitz des Exarcharen weiter in Konstantinopel blieb.
1897 schenkte die Sofioter Stadtverwaltung ein Grundstück im Zentrum Sofias für die Errichtung eines neuen Gebäudes der Samokower Priesterakademie. Im Jahre 1902 wurde der Grundstein im Beisein des bulgarischen Fürsten Ferdinand I. gelegt. Am 20. Januar 1903 wurden die fertiggestellten Räumlichkeiten vom Partenij, Metropolit von Sofia, eingeweiht und der Umzug der Sowokower Priesterakademie in die bulgarische Hauptstadt vollzogen.
Während der Balkankriege (1912–1913) und dem Ersten Weltkrieg wurde der Unterricht unterbrochen, da die Räumlichkeiten als Militärlazarett dienten. Während der Regierungszeit (1920–1923) des Bauernvolksbundes, unter der Aleksandar Stambolijski Ministerpräsident wurde, mussten Studenten der Akademie ihre Gebäude mit denjenigen der neu gegründeten Agraruniversität teilen. Nach der Absetzung Stambolijskis konnte der normale Lehrbetrieb aufgenommen werden.
Während des Zweiten Weltkrieges wurde die Akademie zwischen 1944 und 1946 als Stab der sowjetischen Armee genutzt. 1949 wurde das Gebäude dem Verein Bulgarisch-Sowjetische Freundschaft übertragen, der es bis 1950 besetzte. Am 20. September 1950 entschied die Bulgarische Kommunistische Partei die Zusammenlegung der Geistlichen Akademien von Sofia und Plowdiw. Als Sitz der zusammengelegten Akademie wurde der Bahnhof Tscherepisch, nahe dem Tscherepisch-Kloster, zugewiesen. Zwischen 1951 und 1990 diente das Areal der Akademie in Sofia als Palast der Pioniere. Erst nach der Demokratisierung Bulgariens 1990 wurden die alten Gebäude der Akademie in Sofia und Plowdiw der Kirche übertragen. Auch die Zusammenlegung der Sofioter und Plowdiwer Akademie wurde rückgängig gemacht, so dass im Lehrjahr 1990/1991 die ersten Studenten in Sofia und Plowdiw ausgebildet werden konnten.